# Haplophaedia assimilis
Haplophaedia assimilis е вид птица от семейство Колиброви (Trochilidae).

## Разпространение
Видът е разпространен в Боливия и Перу.